# Brunswick Heads
Brunswick Heads ist eine Ortschaft im Byron Shire im äußersten Nordosten des australischen Bundesstaates New South Wales. Der Ort hat etwa 1686 Einwohner (2021).

## Infrastruktur
Brunswick Heads liegt direkt am Pacific Highway etwa 150 km südlich von Brisbane und rund 800 km nördlich von Sydney. Der Ort liegt an der Mündung des Brunswick River in die Tasmansee. In etwa 1 km Entfernung, am nördlichen Ufer des Brunswick Rivers, liegt die Ortschaft Ocean Shores. Bis Mullumbimby, dem Verwaltungssitz des Byron Shire im Hinterland der Küste, sind es ungefähr 5 km.
Das größere Byron Bay liegt etwa 20 km südöstlich von Brunswick Heads am Cape Byron.

## Geschichte
Ursprünglich wurde die Region um Brunswick Heads von den Bundjalung-Aborigines bewohnt. Für die Bundjalung war das heutige Brunswick Heads ein besonderer Ort, an welchem zeremonielle Zusammenkünfte abgehalten wurden und Handel mit anderen Stämmen getrieben wurde.
1828 wurde der Brunswick River von Henry John Rous zum ersten Mal kartographiert. Rous benannte den Brunswick River nach Caroline von Braunschweig-Wolfenbüttel, der Gemahlin des englischen Königs.
Mehr als 20 Jahre später, im Jahre 1849, errichteten die drei Holzfäller Steven King sowie John und Edward Boyd als erste Europäer an Stelle des heutigen Brunswick Heads die erste dauerhafte Niederlassung. Dies was die erste Niederlassung europäischer Siedler innerhalb des heutigen Byron Shire.
Das geschlagene Holz wurde den Brunswick River hinunter geflößt und an der Mündung des Flusses mit Hilfe von Ochsen auf Schiffe verladen: Dem Zedernholz aus dem Umland von Brunswick Heads wurde allerhöchste Qualität zugesprochen.
Im Laufe der 1850er und 1860er Jahre entwickelte sich die Niederlassung der drei Holzfäller dann zur Ortschaft Brunswick Heads.
In den 1870er Jahren arbeiteten bereits mehr als 100 Holzfäller in den Wäldern um Brunswick Heads.
Damals wurde auf einem örtlichen Hügel, dem Harry's Hill, eine Lotsenstation erbaut. Harry's Hill wurde nach einem gewissen Harry Houghton benannt, welcher damals eine Fähre zur Überquerung der Flussmündung betrieb.
Bis zu den 1880er Jahren hat sich Brunswick Heads dann zu einem geschäftigen Hafen sowie zu einem kleinen aber soliden Handelszentrum entwickelt. 1884 eröffnete der Holzfäller Bob Marshall das erste Hotel im Ort. Nach Marshall wurde auch der Hauptarm des Brunswick Rivers, der Marshalls Creek, benannt.
Der Schiffsbau boomte aufgrund des unmittelbar in der Region verfügbaren Tropenholzes.
Der Ort war allerdings lange Zeit nur per Schiff zu erreichen, wobei einige Schiffe, welche Versorgungsgüter anlanden sollten, in den Untiefen im Mündungsbereich des Brunswick River Schiffbruch erlitten. Dieses Schicksal ereilte zum Beispiel die SS Brunswick im Jahre 1883, die Agnes im Jahre 1889 sowie, 1892, die Endeavour. Bei letzterer halfen die in der Region heimischen Aborigines bei der Rettung der Schiffbrüchigen.
Nach der Fertigstellung der Eisenbahnstrecke von Sydney nach Brisbane im Jahr 1894 erfuhr der Ort zunächst einen wirtschaftlichen Niedergang, da diese nicht wie erhofft durch Brunswick Heads, sondern durch das im Hinterland der Küste gelegene Mullumbimby verlief. Außerdem war Holz in der unmittelbaren Umgebung aufgrund von Kahlschlag inzwischen knapp geworden.
Die Ortschaft entwickelte sich fortan langsamer als zuvor. Jedoch gewann Brunswick Heads nun bei den Einwohnern seines Hinterlandes im Laufe der Jahre zunehmend an Beliebtheit als Ziel für Familienausflüge an die Küste. Spätestens seit den 1920er Jahren ist Brunswick Heads auch überregional als ein populäres Reiseziel bekannt, was durch zahlreiche Ferienhäuser, welche seit ebendieser Zeit im Ort überdauert haben, belegt wird.
1934 wurde im Ort die erste Brücke über den Brunswick River errichtet. Bis dahin konnte der Fluss nur mit der Fähre überquert werden. 1937 folgte eine Brücke für Fußgänger über den Simpson Creek. 2007 wurde nahe der Ortschaft eine neue Autobahnbrücke über den Fluss eröffnet.
1959 wurde ein flutsicherer Bootshafen errichtet. Die Zerstörung des Landungssteges im nahe gelegenen Byron Bay im Jahre 1954 hatte maßgeblichen Einfluss auf diesen Beschluss.
1974 führte der Zyklon Pam zu großen Schäden in Brunswick Heads, da es im Zuge des Sturmes zu starken Überflutungen kam.
1998 wurde der Pacific Highway durch eine Ortsumgehung aus dem Ortskern ausgelagert.

## Wirtschaft

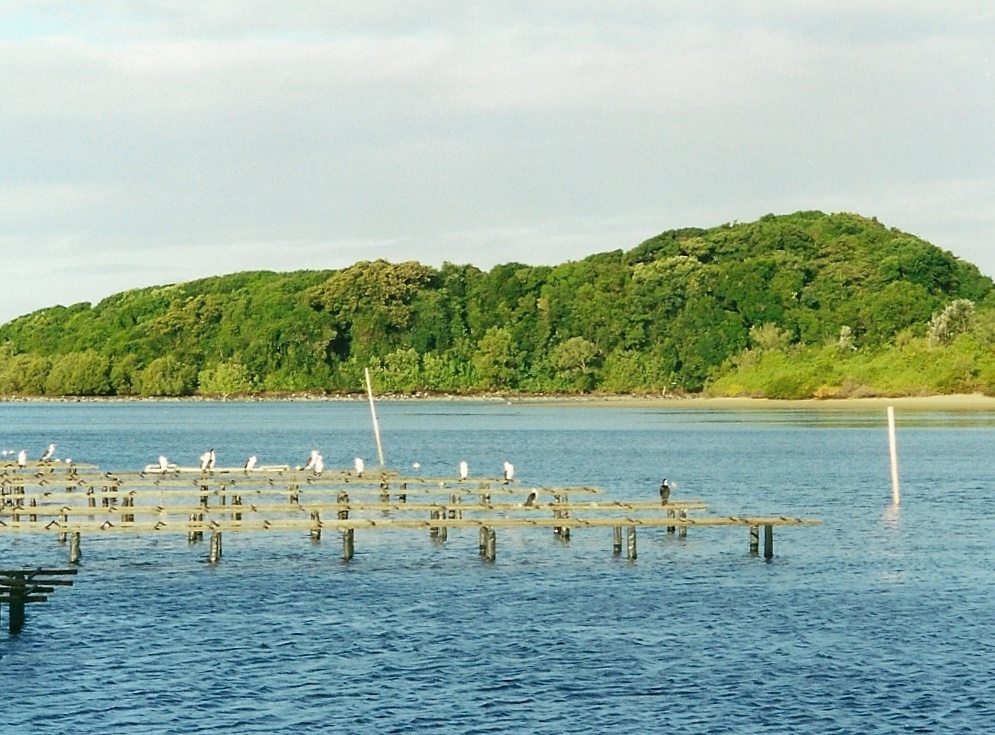

Der Tourismus spielt für Brunswick Heads eine sehr wichtige Rolle. Dementsprechend ist dieser Sektor heutzutage im Ort sehr stark entwickelt und zahlreiche Unternehmen und Unternehmer dieser Branche sind dort angesiedelt.
2009 waren 134 Tourismusunternehmen in Brunswick Heads gemeldet. Die Mehrheit dieser Unternehmen ist jedoch klein und nur etwa die Hälfte beschäftigt mehr als 4 Angestellte.
Neben dem Tourismus ist die lokale Fischerei, welche durchaus industriellen Charakter hat, von großer wirtschaftlicher Bedeutung für die Ortschaft.
In Brunswick Heads gibt es aber auch eine Vielzahl an Geschäften des Einzelhandels. 2011 waren außerdem 22 Gastronomiebetriebe (Cafés, Restaurants, Schnellimbisse, Bistros und Fast-Food-Outlets) im Ort vertreten. Darunter befindet sich auch "Fins Seafood Restaurant", welches als eines der besten Restaurants in ganz Australien betrachtet wird.

## Kunst und Kultur
Die "Mina Mina Art Gallery" bietet ein großes Angebot an Kunst der Aborigines. Im "Wheel of Life Pottery Studio" kann man kunstvolle Keramik und Töpferwaren erstehen.
Trotz der geringen Einwohnerzahl verfügt Brunswick Heads mit mehr als 40 örtlichen Vereinen über ein reges Vereinsleben. 

Über das Jahr hinweg finden in Brunswick Heads zahlreiche Veranstaltungen statt: So wird jeden Januar der "Woodchop Carnival" abgehalten. Jedes Jahr im Mai kommt es an einem Sonntag zum "Mullums to Bruns Paddle" und im Juni finden der "The Old and Gold-Festival" sowie der "Byron to Bruns Beach Run" statt.
Außerdem wird jedes Jahr von Juli bis September ein Photographiewettbewerb abgehalten und in jedem September wird ein Triathlon für Familien veranstaltet.
Jedes zweite Jahr findet am letzten Sonntag im März das "Kites n' Bikes-Festival" statt.
In Brunswick Heads ist die Alternativmedizin mit mehreren Praxen stark vertreten. Hinsichtlich Wellness kann man in Brunswick Heads Yoga, Pilates, Aerobic sowie Tai Chi nachgehen. Außerdem gibt es im Ort ein Fitnessstudio.

## Sehenswürdigkeiten
Aufgrund seiner Küstenlage ist Brunswick Heads vor allem zum Schwimmen, Surfen und Angeln beliebt. Die meisten Touristen suchen auch aus einem oder mehrerer dieser Gründe den Ort auf. Des Weiteren können vom Strand aus regelmäßig Wale und Delfine beobachtet werden.
Zu später Stunde gibt es in Brunswick Heads hingegen so gut wie keine Unterhaltungsmöglichkeiten. Das besonders hierfür populäre Byron Bay liegt aber lediglich 20 km entfernt. Bezüglich dessen sollte erwähnt werden, dass Brunswick Heads, im Gegensatz zu Byron Bay, bis heute vom Backpacker-Tourismus verschont geblieben ist und dies auch weiterhin bleiben will.
Etwa 5 km nördlich des Ortes liegt das Billinudgel Nature Reserve. Im Hinterland des Ortes liegen zwei Nationalparks, der Mount Jerusalem National Park sowie der Nightcap National Park, jeweils in rund 10 km Entfernung.